# Руиссат
Руиссат (араб. الرويسات‎) — город и коммуна в восточной части Алжира, в вилайете Уаргла. Входит в состав округа Уаргла.

## Географическое положение

Коммуна Руиссат

Город находится на западе центральной части вилайета, на территории одного из оазисов северной Сахары, к юго-востоку от города Уаргла, на расстоянии приблизительно 562 километров (по прямой) к юго-востоку от столицы страны Алжира. Абсолютная высота — 138 метров над уровнем моря.
Коммуна Руиссат граничит с коммунами Уаргла, Айн-Бейда и Хасси-Месауд, а также с территорией вилайета Гардая. Её площадь составляет 7331 км².

## Климат
Климат города характеризуется как аридный жаркий (BWh в классификации климатов Кёппена). Осадков в течение года выпадает крайне мало (среднегодовое количество — 45 мм). Средняя годовая температура составляет 22,4 °C. Средняя температура самого холодного месяца (января) составляет 10,8 °С, самого жаркого месяца (июля) — 34,2 °С.

## Население
По данным официальной переписи 2008 года численность населения коммуны составляла 58 112 человек. Доля мужского населения составляла 51,6 %, женского — соответственно 48,4 %. Уровень грамотности населения составлял 81,3 %. Уровень грамотности среди мужчин составлял 87,9 %, среди женщин — 74,2 %. 5,3 % жителей Руиссата имели высшее образование, 15,6 % — среднее образование.